# Elecciones generales de Uganda de 1958
Las primeras elecciones generales del Protectorado de Uganda se llevaron a cabo entre el 20 y 24 de octubre para escoger a los diez miembros del Consejo Legislativo de Uganda, aunque el Reino de Buganda las boicoteó por el deseo de su rey, Mutesa II de Buganda, de independizar Buganda como un estado independiente. El resultado fue una victoria para el Congreso Nacional de Uganda, que ganó cinco de los diez asientos del Consejo Legislativo. La participación electoral fue del 86.2%.

## Resultados
| Partido                            | Votos   | %    | Escaños |
| ---------------------------------- | ------- | ---- | ------- |
| Congreso Nacional de Uganda        | 161.042 | 30.1 | 5       |
| Partido Democrático                | 140.740 | 26.3 | 1       |
| Partido del Congreso Unido         | 10.095  | 1.9  | 0       |
| Partido Progresista                | 5.274   | 1.0  | 0       |
| Independientes                     | 217.175 | 40.6 | 4       |
| Votos en blanco/anulados           | 5.164   | −    | −       |
| Total                              | 539.490 | 100  | 10      |
| Votantes registrados/participación | 626.046 | 86.2 | −       |
| Fuente: Sternberger et al.         |         |      |         |